# 加藤晋平
加藤 晋平（かとう しんぺい、1931年4月3日- ）は、日本の考古学者。モンゴル国考古研究所名誉教授。ユーラシア考古学。

## 略歴
東京出身。1954年千葉大学理学部卒、1961年東京大学大学院博士課程満期退学、立教大学博物館学研究室助教授、千葉大学教養部教授、1983年筑波大学教授、95年定年退官、國學院大學教授、札幌学院大学教授を務めた。

## 著書
- 『マンモスハンター』学生社 1971
- 『シベリアの先史文化と日本』六興出版(人類史叢書 1985
- 『日本人はどこから来たか 東アジアの旧石器文化』1988 岩波新書
- 『日本のあけぼの 1　最古のハンター』毎日新聞社 1989
- 『アルタイ・シベリア歴史民族資料集成 日本人と文化の北方起源を探る』柘植書房 1989

### 共編著
- 『日本の旧石器文化』全5巻 麻生優,藤本強共編 雄山閣出版 1975-76
- 『縄文文化の研究』全10巻 藤本強, 小林達雄共編集 雄山閣出版 1981-83
- 『森を追われたサルたち 人類史の試み』西田正規共著 同成社 1986
- 『図録・石器入門事典 先土器』鶴丸俊明共著 柏書房 1991
- 『考古学と調査・情報処理』藤本強共編 同成社 (考古学と自然科学) 1999

### 翻訳
- アレクセイ・オクラードニコフ『シベリアの古代文化 アジア文化の一源流』加藤九祚共訳 講談社 1974
- ジョン・G.エヴァンズ『環境考古学入門』雄山閣出版 1982
- ウェンデル・H.オズワルト『食料獲得の技術誌』禿仁志共訳 法政大学出版局 (りぶらりあ選書)1983
- マイラ・シャクリー『環境考古学』1-2 松本美枝子共訳 雄山閣出版 1985

## 論文
- <加藤晋平